# Утида, Мики
Мики Утида (яп. 内田 美希 Утида Мики, р.21 февраля 1995) — японская пловчиха, чемпионка Азиатских игр.
Родилась в 1995 году в Адзума префектуры Гумма. В 2012 году приняла участие в Олимпийских игр в Лондоне, но там заняла лишь 7-е место в эстафете 4×100 м вольным стилем. В 2014 году стала бронзовой призёркой Транскихоокеанского чемпионата и чемпионкой Азиатских игр.